# كاليب برانتلي
كاليب برانتلي (بالإنجليزية: Caleb Brantley)‏ هو لاعب كرة قدم أمريكية أمريكي، ولد في 2 سبتمبر 1994 في كريسنت سيتي في الولايات المتحدة.

## وصلات خارجية
- كاليب برانتلي على موقع مرجع كرة القدم المحترفة.كوم (الإنجليزية)